# Carlos Luis Hernández Fuentes
Carlos Luis Hernández Fuentes fue un sacerdote católico perteneciente a la Diócesis de San Cristóbal en Venezuela.

## Biografía:[2]

### Nacimiento
Nació en San Antonio del Táchira el 6 de agosto de 1963.

### Estudios
- La Primaria la realizó en la Jardín de infancia “Graciela Merchán de Izea”, y en el Grupo Escolar “Gran Mariscal de Ayacucho”.
- Culminó la secundaria como técnico industrial, mención: Mecánica Industrial.

## Sacerdocio
Sintiendo el llamado de servir a Dios y a su Iglesia, ingresó en el Seminario Santo Tomás de Aquino de la Diócesis de San Cristóbal recibiendo los ministerios laicales en los siguientes años:
- Admisión al diaconado y presbiterado el 6 de diciembre de 1987.
- Ministerio del lectorado el 6 de noviembre de 1989.
- Ministerio de acolitado el 11 de febrero de 1990

Luego de terminar el Seminario y los estudios obtuvo el título de Licenciado en Teología
Fue ordenado Diácono el 19 de mayo de 1991.
Fue ordenado Presbítero el 22 de febrero de 1992, por imposición de manos de monseñor Marco Tulio Ramírez Roa.

## Servicio pastoral
Como sacerdote atendió espiritualmente varias parroquias eclesiásticas del Táchira entre las cuales tenemos las siguientes:
- San Pedro Apóstol de La Palmita.[4]
- Nuestra Señora del Rosario de Queniquea.[5]
- María Auxiliadora de Cordero.[6]
- Sagrado Corazón de Jesús en La Fría.[7]
- Santísima Trinidad de Pirineos.[8]

## Fallecimiento
En la mañana del 30 de abril de 2017 en la casa hogar padre Lizardo de San Cristóbal muere el presbítero Carlos Hernández a la edad 53 años, sus restos reposan en el Cementerio Metropolitano de San Cristóbal.